# منار جازولي
منار جازولي (16 سبتمبر 1979 -)، ممثلة مغربية - مصرية. عُرفت من خلال حصولها على لقب ملكة جمال المغرب عام 1999، وشاركت بعدها في العديد من الأعمال  أبرزها كايرو فاشون شو اسمها على الساحة الفنية.
ولدت بمدينة مكناس المغربية، ومؤخرا حصلت على الجنسية المصرية ولديها استثمارات عدة كشركة ديرجاز بالمغرب وعيادات ام جي التخصصية بمصر ومارينا للاستصلاح الزراعي بغانا ودالينا شركة لإدارة المستشفيات بمصر

## سيرتها
في عام 1996 حصلت على بكالوريوس في علوم الرياضة من «جامعة مولاي إسماعيل»، بدأت حياتها الفنية تقدم لمسابقة ملكة جمال المغرب، لم تكن تي من نسل ملكى ولكنها ساهمت في رفع دور المرأة في المجتمع العربي، كانت ضمن لجنة التحكيم في مهرجان السياحة العربي الحادي عشر، شاركت في الكثير من المسابقات مثل «كايرو فاشون شو» حيث عرضت مجموعة كبيرة من الأزياء التي غلب عليها الطابع المغربي بالطبع، وكان أغلبها القفطان المغربي الشهير.
ساهمت في العمل المدنى بمصر العربية حيث ضخت استثمارات عديدة في مجال الفاشون والسياحة العلاجية، أصبحت تمتلك بنية تحتية متقدمة ومشروعات قومية كبري تفتح آفاق واسعة للاستثمار في العديد من المجالات الطبية والسياحة بمصر